# سانتا ماریا د مرلس
سانتا ماریا د مرلس (به اسپانیایی: Santa Maria de Merlès) یک شهرستان در اسپانیا است که در بارسلون واقع شده‌است.

## خصوصیات
سانتا ماریا د مرلس ۵۲٫۰۹ کیلومترمربع مساحت و ۱۵۶ نفر جمعیت دارد و ۵۳۲ متر بالاتر از سطح دریا واقع شده‌است.